# Superserien 2012
Superserien  2012 var Sveriges högsta division i amerikansk fotboll för herrar säsongen 2012. Serien spelades 14 april–1 juli 2012 och vanns av Tyresö Royal Crowns. Serien utökades med ett lag jämfört med föregående säsong. Den nya platsen gick till Uppsala 86ers. Lagen mötte fyra av de andra lagen i dubbelmöten hemma och borta och de övriga två i enkelmöten. Vinst gav 2 poäng, oavgjort 1 poäng och förlust 0 poäng.
De fyra bäst placerade lagen gick vidare till slutspel. SM-slutspelet spelades 7 juli–14 juli och vanns av Carlstad Crusaders.

## Tabell
| Nr | Lag                          | S  | V | O | F | GP  | IP  | PS   | P  |
| -- | ---------------------------- | -- | - | - | - | --- | --- | ---- | -- |
| 1  | Tyresö Royal Crowns          | 10 | 9 | 0 | 1 | 360 | 152 | +208 | 18 |
| 2  | Carlstad Crusaders (RL) (RM) | 10 | 8 | 0 | 2 | 303 | 183 | +120 | 16 |
| 3  | Örebro Black Knights         | 10 | 6 | 0 | 4 | 297 | 251 | +46  | 12 |
| 4  | STU Northside Bulls          | 10 | 6 | 0 | 4 | 278 | 319 | −41  | 12 |
| 5  | Arlanda Jets                 | 10 | 3 | 0 | 7 | 223 | 241 | −18  | 6  |
| 6  | Uppsala 86ers (U)            | 10 | 2 | 0 | 8 | 166 | 351 | −185 | 4  |
| 7  | Stockholm Mean Machines      | 10 | 1 | 0 | 9 | 142 | 272 | −130 | 2  |

Färgkoder:
|      | – Kvalificerad för mästerskapsslutspel |
| (RL) | – Regerande ligamästare (seriesegrare) |
| (RM) | – Regerande svenska mästare            |
| (U)  | – Uppflyttad från division 1           |

## Matchresultat
| Hemma \ Borta           | AJ    | CC    | STU   | SMM   | TRC   | U86   | ÖBK   |
| Arlanda Jets            | —     | —     | 14–21 | 28–20 | 21–41 | 21–23 | 21–26 |
| Carlstad Crusaders      | 27–21 | —     | 53–34 | 37–0  | 25–23 | —     | 47–17 |
| STU Northside Bulls     | 48–41 | 27–14 | —     | 28–26 | 12–53 | 47–30 | —     |
| Stockholm Mean Machines | 0–9   | 12–14 | —     | —     | 0–13  | 26–20 | 34–48 |
| Tyresö Royal Crowns     | —     | 18–15 | 38–21 | 49–12 | —     | 48–7  | 42–6  |
| Uppsala 86ers           | 8–34  | 6–42  | 16–40 | 26–12 | —     | —     | 16–27 |
| Örebro Black Knights    | 27–13 | 25–29 | 34–0  | —     | 33–35 | 54–14 | —     |

## Slutspel

### Semifinaler
|       | 7 Juli 2012 | Tyresö Royal Crowns | 69 – 6 | STU Northside Bulls | Tyresövallen       |                    |
| 14:00 | 14:00       |                     |        |                     | Domare: Klas Leidö | Domare: Klas Leidö |
| 14:00 | 14:00       |                     |        |                     | Domare: Klas Leidö | Domare: Klas Leidö |
| 14:00 | 14:00       |                     |        |                     | Domare: Klas Leidö | Domare: Klas Leidö |

|       | 7 Juli 2012 | Carlstad Crusaders | 47 – 7   | Örebro Black Knights | Tingvalla IP                   |                                |
| 16:00 | 16:00       |                    | (28 – 0) |                      | Publik: 513 Domare: Kåre Axell | Publik: 513 Domare: Kåre Axell |
| 16:00 | 16:00       |                    |          |                      | Publik: 513 Domare: Kåre Axell | Publik: 513 Domare: Kåre Axell |
| 16:00 | 16:00       |                    |          |                      | Publik: 513 Domare: Kåre Axell | Publik: 513 Domare: Kåre Axell |

### SM-final
|       | 14 Juli 2012 | Tyresö Royal Crowns | 0 – 24   | Carlstad Crusaders | Studenternas IP                  |                                  |
| 15:00 | 15:00        |                     | (0 – 14) |                    | Publik: 1 601 Domare: Klas Leidö | Publik: 1 601 Domare: Klas Leidö |
| 15:00 | 15:00        |                     |          |                    | Publik: 1 601 Domare: Klas Leidö | Publik: 1 601 Domare: Klas Leidö |
| 15:00 | 15:00        |                     |          |                    | Publik: 1 601 Domare: Klas Leidö | Publik: 1 601 Domare: Klas Leidö |